# Hötjärnen (Fredrika socken, Lappland)
Hötjärnen är en sjö i Åsele kommun i Lappland och ingår i Gideälvens huvudavrinningsområde. Sjön har en area på 0,172 kvadratkilometer och ligger 304,2 meter över havet.

## Delavrinningsområde
Hötjärnen ingår i det delavrinningsområde (711667-162227) som SMHI kallar för Inloppet i Majtjärnen. Medelhöjden är 341 meter över havet och ytan är 12,43 kvadratkilometer. Det finns inga avrinningsområden uppströms utan avrinningsområdet är högsta punkten. Vattendraget som avvattnar avrinningsområdet har biflödesordning 3, vilket innebär att vattnet flödar genom totalt 3 vattendrag innan det når havet efter 132 kilometer. Avrinningsområdet består mestadels av skog (81 procent). Avrinningsområdet har 0,37 kvadratkilometer vattenytor vilket ger det en sjöprocent på 2,9 procent.